# 鮑思高粵華小學

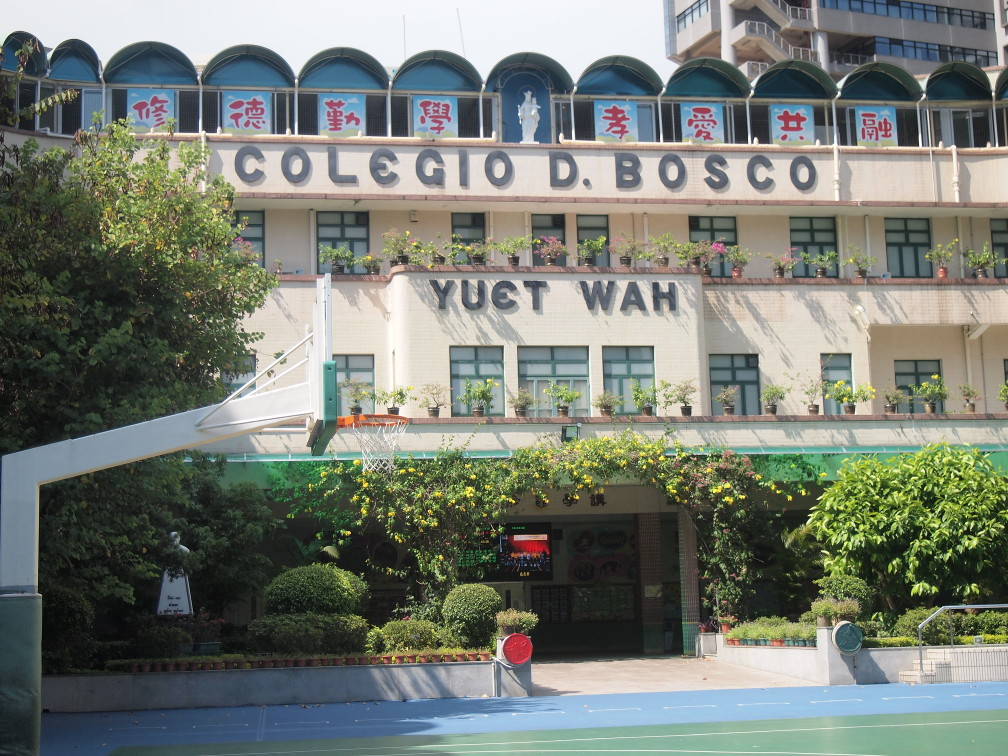
鮑思高粵華小學校園內

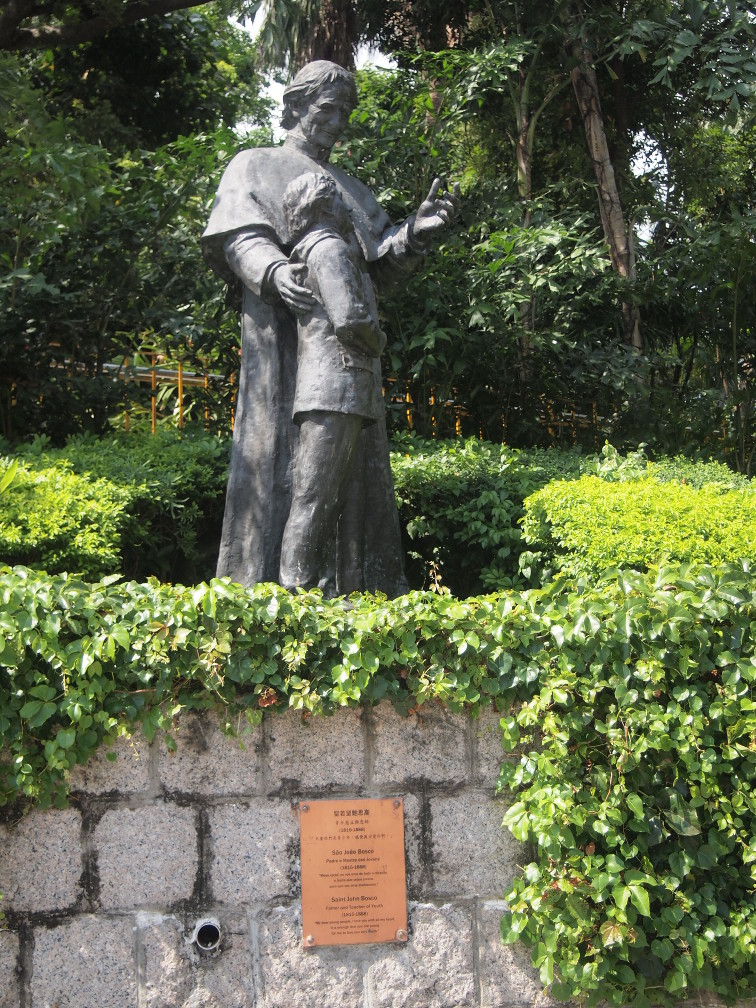
位於螺絲山公園的鮑思高像

鮑思高粵華小學（葡萄牙文：Colégio Dom Bosco (Yuet Wah)），澳門其中一所的小學，包括中文部及英文部。學校位於澳門亞馬喇馬路六號，現由天主教的鮑思高慈幼會辦學。
2000年，粵華中學、陳瑞祺永援分校及鮑思高學校三校的小學部合併，成為鮑思高粵華小學，三校更訂定了由幼稚園到小學及到中學的互屬關係。

## 歷史

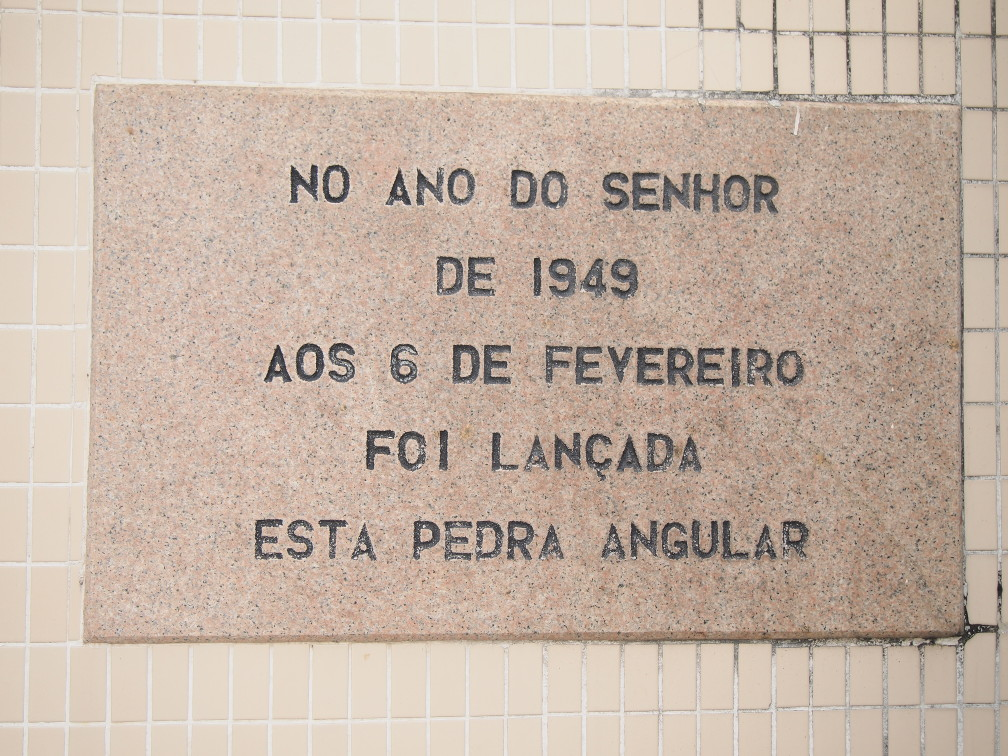
校門前的奠基石

1941年，鮑思高學校原是一所由慈幼會會士管理，專收葡裔的孤兒院（Asilo dos Orfaos），1941年未有的院舍，故暫居於聖母無原罪孤兒院（即現今的慈幼學校）。同年舉行校舍工程的動土儀式。
1949年，校舍奠基禮，取名葡光工業學校（Colégio Dom Bosco de Artes Oficios），提供技術和職業教育，是一所寄宿小學。
1951年，啓用部份校舍。
1960年，舉辦中學預備課程，汽車機械、應用打字、電腦等校外課程。許天德神父一手創立的鮑思高兒童合唱團。
1963年，完成校舍全部工程。
1976年，停辦工業課程，改設初中科目。
1982年，開辦葡文部幼稚園。
1991年，開設中文部幼稚園，中文部校長為魯炳義神父。
1999年，孔智剛神父接任校長，第一批小學生畢業，同年結束葡文部。
2000年，粵華中學原有的小學四、五、六年級中英文部及陳瑞祺永援分校的小學一至三年級學生遷來鮑思高，改名為「鮑思高粵華小學」，成為現今鮑思高粵華小學，由梁熾才神父擔任校監一職，目的在於監察學校有否偏離慈幼會辦學方針。
2001年，結束幼稚園原有的學生撥歸陳瑞祺永援分校幼稚園。
2002年，梁熾才神父離任，江志釗神父接任校監職務。
2003年，孔智剛神父離任，鄭泰祺神父接任校長職務。增設電腦室及視藝室。
2004年，考試制度由四學段改為二學段。管樂團及家長教師會成立。增設國際標準沙池。
2005年，慈幼會來華百週年慶典及學校命名五週年。參與教青局學校綜合評鑑。增設實驗室。
2006年，容秀芳主任榮休，黎意芬老師接任校務主任職務。增設學生表現評量表。增設醫療室。
2007年，增設資訊科技人員、課外活動協調員、閱讀推廣人員及牧民助理。重整行政大樓。
2008年，江志釗神父離任，孔智剛神父接任校監職務。
2009年，鄭泰祺神父離任，李益僑神父接任校長職務。擢升黎意芬主任及葉康成主任為副校長。開辦安親班，開放放學後的托管服務。家長及老師進入校董會。
2010年，三樓原神職人員宿舍改建成五個課室。中文科、數學科仍繼續內地優秀教師駐校計劃。增教務主任三人，分擔原教務主任的工作。設靈德育主任一職，負責協調宗教組與德育組的工作。
2012年，林美寶主任及余碧鳳主任擢升為副校長。增設英小四葡文班。
2013年，孔智剛神父離任，李益僑神父昇任校監，黎意芬副校長接任校長。
2018年，英小六增設到四班，達至中英文部每級各有四班。葉康成副校長退休，陳家樂主任擢升為副校長。
2020年，黎意芬校長離任，余碧鳳副校長接任校長職務。
2023年，擢升張慧芯主任、譚錦花主任及關麗珠主任為副校長。

## 歷任校監及校長
（2000年至今）

### 校監
|   | 中文名稱   | 外文名稱              | 開始擔任日期 | 最後擔任日期 | 備註 |
| - | ---------- | --------------------- | ------------ | ------------ | --- |
| 1 | 梁熾才神父 | Fr. Pedro LEONG, SDB  | 2000年       | 2002年       | 擔任前至卸任後至2003年期間同時為粵華中學校長                                                                                    |
| 2 | 江志釗神父 | Fr. Denis KONG, SDB   | 2002年       | 2008年       | 2004年至卸任後至2010年期間同時為粵華中學校監                                                                                    |
| 3 | 孔智剛神父 | Fr. Francis HUNG, SDB | 2008年       | 2013年       | |
| 4 | 李益僑神父 | Fr. Thomas LEE, SDB   | 2013年       |              | 2016年9月至2018年8月期間同時為粵華中學校監2018年9月至2021年8月期間同時為慈幼中學及粵華中學助理校監2021年9月起同時為粵華中學顧問 |

### 校長

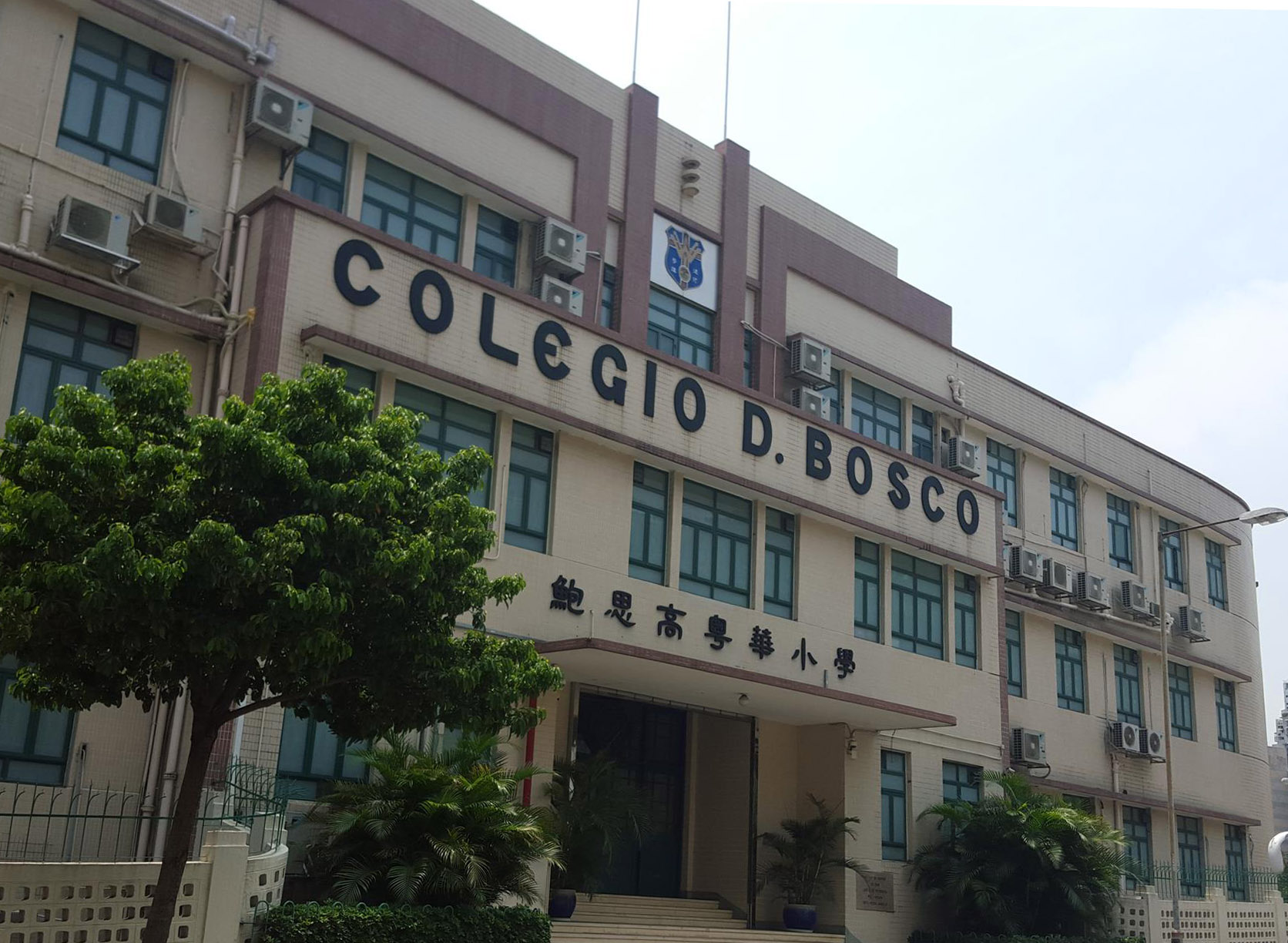
鮑思高粵華小學

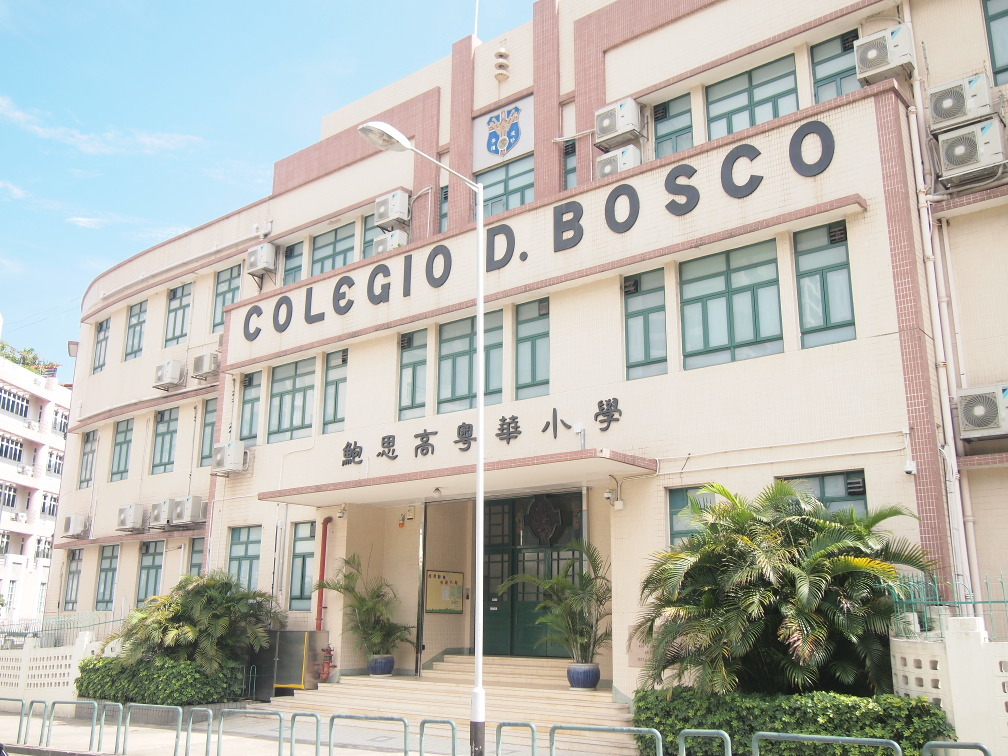
鮑思高粵華小學正門

鮑思高粵華小學側門

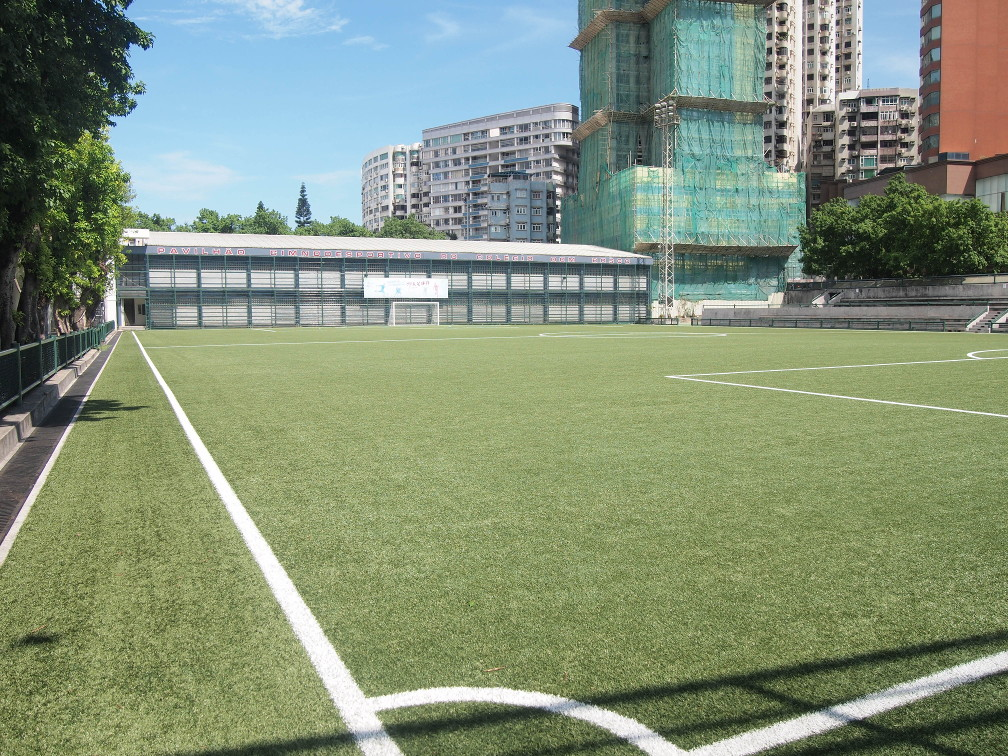
鮑思高足球場

|   | 中文名稱   | 外文名稱                 | 開始擔任日期 | 最後擔任日期 | 備註                                                  |
| - | ---------- | ------------------------ | ------------ | ------------ | ----------------------------------------------------- |
| 1 | 孔智剛神父 | Fr. Francis HUNG, SDB    | 2000年       | 2003年       |                                                       |
| 2 | 鄭泰祺神父 | Fr. Alphonsus CHENG, SDB | 2003年       | 2009年       |                                                       |
| 3 | 李益僑神父 | Fr. Thomas LEE, SDB      | 2009年       | 2013年       | 擔任前至2011年8月期間同時為粵華中學校長2013年昇任校監 |
| 4 | 黎意芬老師 | Ms. Betty Lai I Fan      | 2013年       | 2020年       | 健康問題離任同年年底離世                              |
| 5 | 余碧鳳老師 | Ms. Iu Pek Fong          | 2020年       |              | 現任校長                                              |

## 外部連結
- 鮑思高粵華小學 （页面存档备份，存于）